# SVK
SVK（也寫作svk）是一個以Perl寫成的分散式版本控制系統（與其它的版本控制系統比較起來，像是BitKeeper和GNU arch）。
SVK的主要作者是高嘉良，使用Artistic License和GPL雙重授權的自由軟體。
2006年6月5日，高嘉良加入了Best Practical（也就是Request Tracker的開發公司，同時也是SVK的重度使用者）。而SVK也變成了Best Practical的一項產品。
2009年5月28日，高嘉良在邮件列表中宣布SVK将停止开发（页面存档备份，存于）。

## 特色
SVK 使用 Subversion 的檔案系統，但是提供了更多的特色：
- 离线操作，比如 “checkin”，“log”，“merge”。
- 分布式分支。
- Lightweight checkout copy management (no .svn directories).
- Advanced merge algorithms, like star-merge and cherry picking.
- Changeset signing and verification.
- 能对Subversion，Perforce和CVS的版本库进行镜像和操作。

## 外部連結
- SVK Homepage* Best Practical（页面存档备份，存于）
- Perl.com article on SVK（页面存档备份，存于）
- SVK Tutorials（页面存档备份，存于）